# Acrocephalus taiti
El carricero de Henderson (Acrocephalus taiti) es una especie de ave paseriforme de la familia Acrocephalidae endémica de la isla Henderson, perteneciente a las islas Pitcairn. 

## Distribución y hábitat
Se encuentra únicamente en la isla Henderson. Su hábitat natural son los bosques secos tropicales. Está amenazado por la pérdida de habitat.